# Distretto di Xinzhou (Shangrao)
Il distretto di Xinzhou (信州区S, Xìnzhōu QūP) è un distretto della Cina, situato nella provincia di Jiangxi e amministrato dalla prefettura di Shangrao.